# Референдум в Беларуси (2022)
Республиканский референдум по вопросу внесения изменений и дополнений в Конституцию Республики Беларусь (бел. Рэспубліканскі рэферэндум па пытанні ўнясення змяненняў і дапаўненняў у Канстытуцыю Рэспублікі Беларусь) — всенародное голосование (референдум) по внесению изменений и дополнений в Конституцию Республики Беларусь, состоявшееся в Республике Беларусь 27 февраля 2022 года.
Первые заявления об изменении Конституции страны появились ещё в 2016 году. Однако серьёзно этим начали заниматься после президентских выборов 2020 года. Для этого была создана специальная комиссия, которая занималась внесение правок в новую редакцию Основного закона страны. В конце 2021 года власти республики опубликовали почти финальный вариант новой Конституции и представили его на всенародное обсуждение. После него значимых правок в финальный вариант новой Конституции добавлено не было.
Независимые эксперты сходятся во мнении, что новая Конституция практически не изменит положение дел в стране и текущую политическую конъюнктуру. Перед референдумом политическая ситуация в стране остаётся нестабильной: правозащитники признали политзаключёнными более 1000 человек, было заведено около 5 тысяч «протестных» уголовных дел.
По официальным данным, большинство граждан приняло новую редакцию Конституции, а в стране появился новый орган власти — Всебелорусское народное собрание, который наделён широчайшими полномочиями.

## Предыстория
В 2016 году Александр Лукашенко высказал мнение о возможности корректировки Конституции в будущем. 26 июня 2020 года было заявлено о подготовке к пересмотру основного закона Беларуси. До этого главе государства приносили два варианта новой Конституции. Однако он их отклонил.
28 марта в Вене прошло специальное заседание постоянного совета ОБСЕ, посвящённое ситуации в Беларуси. На нём выступил представитель властей республики. Тот заявил, что конституционная реформа — это единственный способ провести новые выборы до истечения очередного, шестого по счёту, пятилетнего срока Александра Лукашенко. Он также заявил, что в ходе конституционной реформы произойдёт либерализация политической системы Беларуси, повысится роль политических партий, изменится избирательное законодательство.
15 марта 2021 года президент Республики Беларусь подписал указ о создании конституционной комиссии. Её основной задачей было разработать предложения по изменению Конституции и обеспечить их всенародное обсуждение. Возглавил комиссию председатель Конституционного суда страны Пётр Миклашевич. Его заместителями стали главы двухпалатного парламента: Наталья Кочанова (председатель Совета Республики) и Владимир Андрейченко (председатель Палаты представителей). Также в состав комиссии вошли представители культуры и спорта, государственной власти, члены Национального собрания, учёные, различные общественные деятели, начальники предприятий. После своего создания комиссия начала сбор предложений от граждан по внесению правок в Конституцию. Любой человек мог отправить своё предложение на электронную почту или же написать его в письменном виде и отправить по почтовой связи.
Незадолго до этого, 10 марта, белорусская оппозиция представила свой проект Конституции, предусматривающий переход от президентской формы правления к парламентской. Также в данном проекте Конституции предлагается изменить подход к местному самоуправлению, изменить государственную символику на бело-красно-белый флаг и герб «Погоня», отменить смертную казнь, оставить русский и белорусский государственными языками с усилением позиций последнего, изменить систему образования республики.
На данный референдум новым главой Центральной избирательной комиссии страны был назначен бывший министр образования Игорь Карпенко. Бывшая глава комиссии Лидия Ермошина была отправлена в отставку. Не секрет, что многие члены избирательных комиссий — работники системы образования. После президентских выборов 2020 года недовольные граждане набросились на сотрудников системы образования с претензиями. Есть мнение, что именно из-за этого некоторые учителя откажутся участвовать в этой кампании. Поэтому, считает журналист Сергей Пульша, основная задача Карпенко — «это формирование „послушных“ комиссий». По его мнению, новый глава ЦИК «должен привлечь в комиссии тех самых учителей, и обеспечить „правильное голосование“ на участках».
20 января президент Беларуси Александр Лукашенко подписал Указ № 14 «О назначении республиканского референдума», согласно которому референдум в стране пройдёт 27 февраля. Этим же указом была определена итоговая формулировка вопроса. Согласно законам Беларуси, решение, принятое по итогу референдума, вступит в силу через 10 дней после официального опубликования этого решения, и имеет обязательную силу.
21 января прошло первое заседание ЦИК по подготовке к республиканскому конституционному референдуму. Для него напечатано более 7 млн бюллетеней. Впервые в истории Беларуси власти решили не печатать бюллетени на белорусском языке. Как заявили в комиссии, на референдум потрачено чуть больше 20 млн белорусских рублей (ок. 8,6 млн долларов США)
Всего, после опубликования проекта Конституции, по заявлению Национального центра правовой информации, поступило 8919 откликов от граждан республики. 99,25 % из них поддерживают проект изменений. В основной массе предложения направлены на уточнение редакций норм большинства статей Конституции. Только 13 предложений направлены на сохранение действующей редакции Основного закона страны (0,15 %), 27 (0,3 %) — против предложенных корректировок Конституции.
Известен случай, когда за предложения по изменению Основного закона страны был задержал пожилой мужчина. Он отправил свои пожелания в местную газету, за что 4 января к нему домой нагрянули правоохранители, провели обыск и заявили о возбуждении против него уголовного дела по статье о разжигании ненависти и вражды. Вскоре он оказался в изоляторе. По статье о разжигании вражды пенсионеру грозит от трёх до пяти лет тюремного заключения. Позже данная газета опубликовала заметку, в которой намекнула, что именно она выдала мужчину сотрудникам правоохранительных органов. Они сделали это из-за того, что в его предложениях содержались «фашистские лозунги», «поливание грязью» руководства страны и «иудин поцелуй в каждой строчке». В своей публикации редакция назвала его «протестуном», а его мысли «одноклеточными».
27 января Центральная избирательная комиссия распорядилась снять шторки с кабинок для голосования и сформировать «молодёжные отряды» для охраны избирательных участков на референдуме. Запрет на шторки в кабинках для голосования комиссия объяснила «высоким риском заражения коронавирусной инфекцией». При этом они заверили, что тайна голосования после нововведения никак не пострадает. В свою очередь глава Центризбиркома Игорь Карпенко заявил, что они убрали «шторки с кабинок, чтобы проветривание лучше было». Политолог Артём Шрайбман считает, что данная мера «призвана работать на фактор страха, чтобы люди думали, что за ними следят».
Власти республики развернули достаточно масштабную кампанию по рекламе референдума. Они организовали «бесстрашный» флешмоб с участниками избирательных комиссий, организовывали агитационные концерты, снимали рекламные видеоролики и показывали их по телевидению и в интернете. Пожалуй, самой интересной рекламой стали видеоролики с призывом прийти на референдум. Сюжет у них примерно один и тот же: человек или группа людей решает развлечься во время дня голосования. Однако когда они приходят на место встречи обнаруживают себя в одиночестве. После фразы «где все?» появляется призыв прийти на референдум. Также есть видеоролик в котором на фоне песни «Хочу перемен!» закадровый голос зачитывает агитационную речь с призывом прийти на референдум. К участию в рекламных видеороликах также привлекаются военные. Старый способ с листовками власти не забыли. На зданиях госучреждений и в общественных местах они вывешивают плакаты с информацией про референдум, раздают листовки, а также крутят аудиорекламу в общественном транспорте.
Незадолго до референдума стало известно, что Центризбирком решил засекретить членов избирательных комиссий. По словам представителя ЦИК Игоря Карпенко, решение было принято в целях безопасности: в 2020 году, когда в Беларуси состоялись президентские выборы, сотрудникам участковых комиссий поступало много угроз. Однако, согласно Избирательному кодексу страны, в решении об образовании комиссий должны указываться фамилия, имя, отчество каждого члена комиссии, способ выдвижения в состав комиссии, место нахождения и номера телефонов комиссии. В ответ на это люди стали упрекать комиссию в нарушении Избирательного кодекса страны. Однако председатель Центризбиркома, отвечая на эти упрёки, заявил, что «вся процедура была проведена в соответствии с избирательным законодательством».
18 февраля на пресс-конференции в Национальном пресс-центре начальник главного управления охраны правопорядка и профилактики милиции общественной безопасности МВД Александр Купченя заявил, что сотрудники правоохранительных органов возбудили девять уголовных дел, связанных с проведением референдума. Уголовные дела завели по статьям о воспрепятствовании праву на участие в референдуме, незаконных действиях в отношении персональных данных, о клевете или порче имущества.
20 февраля КГБ Беларуси заявил о задержании группы людей, которая, по данным комитета, отправляла членам избиркомов письма от имени милиционеров и судей, в которых содержались прямые угрозы. Они также «призывали портить бюллетени, запугивать членов избирательных комиссий и угрожать им».
23 февраля Венецианская комиссия дала критическую оценку новой редакции Конституции. Она считает, что предложенные поправки в Конституцию Беларуси не устраняют имеющегося сильного дисбаланса ветвей власти, а могут даже усилить его. Консультативный орган также активно критикует недостаточную работу Национального собрания при разработке изменений в Конституцию, непрозрачность процесса разработки поправок, отсутствие сотрудничества между властями и гражданским обществом и оппозицией, вынужденной покинуть страну.

## Предлагаемый вариант Конституции
22 июля конституционная комиссия опубликовала список поправок к Основному закону страны. В основном новые правки были направлены на изменение политической системы в стране. Из основных можно выделить следующие:
1. Увеличение возрастного ценза и ценза оседлости для участников президентских выборов;
2. Закрепление за Всебелорусским народным собранием статуса высшего представительного органа народовластия;
3. Ограничение законодательной функции президента, запрет издания им декретов, имеющих силу закона;
4. Увеличение срока полномочий Национального собрания (парламента) с четырёх до пяти лет;
5. Расширение полномочий премьер-министра, увеличение его роли в формировании правительства и в бюджетной сфере;
6. Создание института уполномоченного по правам человека;
7. Закрепление в Конституции положения, согласно которому «брак — это союз женщины и мужчины»[26][27].

Однако после первых правок Лукашенко велел доработать проект, после чего вместе с ним «пройтись по каждому пункту».
27 декабря власти республики опубликовали фактически финальный проект Конституции. Однако они заявили, что в проект могут появится новые правки после всенародного обсуждения. По сравнению с ранее опубликованной версией Конституции были добавлены следующие пункты:
1. В случае насильственной гибели президента власть перейдёт к Совету безопасности во главе с председателем Совета Республики (ранее Лукашенко подписал декрет[бел.], согласно которому, в случае смерти президента, власть переходит в руки Совбеза, но во главе с премьер-министром);
2. Президента, прекратившего исполнение полномочий, не смогут привлечь к ответственности за те действия, которые он совершал на своём посту;
3. Глава государства, в случае его ухода с поста, может стать пожизненным членом Совета Республики;
4. Ограничение президентских сроков до двух;
5. Беларусь развивает атомную энергетику в мирных целях;
6. Был убран пункт о стремлении республики к статусу нейтральной страны[29][30].

Всебелорусское народное собрание планируют сделать высшим органом власти. В случае принятия новой Конституции оно сможет назначать членов Центральной избирательной комиссии, судей Верховного и Конституционного судов (сейчас таким правом обладают президент и Совет Республики), а также сможет объявлять импичмент президенту, определять основные направления внутренней и внешней политики, вносить в парламент законы, назначать референдумы, предлагать поправки в Конституцию, вводить чрезвычайное и военное положение, рассматривать вопрос о легитимности выборов.
В интервью российскому изданию РИА Новости Лукашенко заявил, что именно он писал новую Конституцию. 21 января власти опубликовали итоговый вариант Конституции, вынесенный на референдум. По сравнению с предыдущими версиями было добавлено понятие «идеологии белорусского государства». В итоговом варианте Конституции за Всебелорусским народным собранием закрепили право избирать заместителей председателей Верховного и Конституционного суда. Также собранию перешло право устанавливать государственные праздники и праздничные дни. Из проекта убрали проявление патриотизма из списка долга гражданина. Убрано предлагаемое ранее право для судей Конституционного суда избираться на второй одиннадцатилетний срок. Появился двухнедельный срок, в течение которого Конституционный суд выносит решения по предложению народного собрания о нарушениях президентом Конституции и по предложению президента тех же действий Национального собрания. Установлен двухнедельный срок, в течение которого президент подписывает закон о республиканском бюджете. Также в проекте Конституции прописали, что один человек не может занимать несколько должностей одновременно. Однако данная правка не будет распространяться на Александра Лукашенко. Он, по предложению Всебелорусского народного собрания, сможет занимать должность президента и должность председателя собрания единовременно. По словам заместителя главы Администрации президента Республики Беларусь Ольги Чуприс, это сделано для того, чтобы «предусмотреть дополнительные страховочные тросы».
Особенность опубликованного проекта, выносимого на референдум, заключается в том, что избирателям предлагается не полный текст Конституции в новой редакции, а только изменения в действующий Основной закон страны. И в этом главное отличие от документа, опубликованного 27 декабря. Там власти опубликовали полный текст Конституции, а изменения были отмечены зелёным цветом. В нынешней версии печатаются только изменения и дополнения. Чтобы сравнить нововведения со старыми положениями, избирателю нужно иметь при себе старый вариант Конституции.

## Общая информация

### Календарный план по подготовке и проведению референдума
| Этап                                                                                             | Дата               |
| ------------------------------------------------------------------------------------------------ | ------------------ |
| Направление участникам референдума сообщений о времени и месте голосования                       | до 16 января       |
| Образование участков для голосования                                                             | до 1 февраля       |
| Образование участковых комиссий                                                                  | до 6 февраля       |
| Проведение проверки готовности территориальных и участковых комиссий к работе в день референдума | 21 февраля         |
| Досрочное голосование                                                                            | 22-26 февраля      |
| День референдума                                                                                 | 27 февраля         |
| Установление итогов референдума                                                                  | Не позднее 6 марта |

Источник: ЦИК

### Территориальные комиссии
Состав территориальных избирательных комиссий
 Собственное желание (34 %) Общественные объединения (22 %) Профсоюзы (17 %) Провластные политические партии (5 %) БРСМ (7 %) Белая Русь (8 %) Трудовые коллективы (7 %)
26 января Центральная избирательная комиссия Республики Беларусь сформировала 153 территориальные избирательные комиссии. В них вошли 1857 человек (400 человек — госслужащие, 78 — в возрасте до 30 лет, 1213 — женщины).
| Цвет                                           | Категория                              | Подразделения                          | Число членов |
| ---------------------------------------------- | -------------------------------------- | -------------------------------------- | ------------ |
|                                                | Собственное желание (подача заявления) | Собственное желание (подача заявления) | 636          |
|                                                | Общественные объединения               | Федерация профсоюзов Беларуси          | 321          |
|                                                | Общественные объединения               | БРСМ                                   | 125          |
|                                                | Общественные объединения               | Белая Русь                             | 150          |
|                                                | Общественные объединения               | Белорусский союз женщин                | 136          |
| Белорусское общественное объединение ветеранов | Общественные объединения               | 119                                    |              |
| Белорусский фонд мира                          | Общественные объединения               | 105                                    |              |
| Другие                                         | Общественные объединения               | 54                                     |              |
|                                                | Трудовые коллективы                    | Трудовые коллективы                    | 122          |
|                                                | Провластные политические партии        | КПБ                                    | 80           |
| ЛДПБ                                           | Провластные политические партии        | 5                                      |              |
| СДПНС                                          | Провластные политические партии        | 3                                      |              |
| РПТС                                           | Провластные политические партии        | 1                                      |              |
| Всего                                          | Всего                                  | Всего                                  | 1857 чел.    |

Всего 7 из 15 политических партий воспользовались правом выдвигать своих кандидатов в территориальные комиссии. Из семи партий представительство получили четыре, лояльные к действующей власти, партии.

### Избирательные участки
Избирательные участки
 Гомельская область (17,7 %) Минская область (16,9 %) Брестская область (16 %) Витебская область (13 %) Могилёвская область (12,8 %) Минск (12,6 %) Гродненская область (11 %)
Всего, по данным Центризбиркома, в стране было организовано 5510 участков для голосования (на президентских выборах 2020 года было на 257 участков больше — 5767). Уменьшение избирательных участков, по заявлению ЦИК, связано с уменьшением сельского населения и оптимизацией. Проголосовать можно отдыхающим в санаториях или пациентам в больницах, где создано 217 участков. В армии образовано 12 избирательных участков.
2 февраля пресс-секретарь белорусского МИДа Анатолий Глаз заявил, что ведомство не планирует открывать избирательные участки за границей. Многие посольства и консульства приняли решение не подвергать риску здоровье сотрудников и голосующих в связи резким изменением эпидемиологической обстановки в странах пребывания. В ряде государств уровень клинически подтверждённых случаев заболевания новым штаммом коронавируса растёт в геометрической прогрессии, введены жёсткие ограничения по перемещению людей между регионами. Также поводом для отказала от заграничного голосования стало то, что во время президентских выборов 2020 года на здания дипломатических миссий было совершено более 20 актов агрессии в отношении белорусских дипломатов, вандализма с повреждением зданий и имущества. В некоторых посольствах и вовсе не хватает персонала.
Только две оппозиционные партии: Белорусская социал-демократическая партия (Грамада) и Объединённая гражданская партия пытались представить себя в избирательных участках. БСДП (Грамада) выдвинула семь человек, а ОПГ — двух, однако никого из них в избирательные комиссии по итогу не взяли.
Число избирательных участков по областям следующее:
| Цвет  | Регион              | Число участков | В санаториях и т. д. | В воинских частях |
| ----- | ------------------- | -------------- | -------------------- | ----------------- |
|       | Брестская область   | 883            | 32                   | 1                 |
|       | Витебская область   | 714            | 18                   | 1                 |
|       | Гомельская область  | 977            | 38                   | 0                 |
|       | Гродненская область | 608            | 35                   | 2                 |
|       | Могилёвская область | 707            | 32                   | 0                 |
|       | Минская область     | 929            | 37                   | 4                 |
|       | Минск               | 692            | 25                   | 4                 |
| Всего | Всего               | 5510 участков  | 217 участков         | 12 участков       |

### Наблюдатели
Сведения о наблюдателях, аккредитованных комиссиями по референдуму
 Собственное желание (подача заявления) (15,61 %) Федерация профсоюзов Беларуси (21,35 %) БРСМ (11,42 %) Белая Русь (11 %) Белорусский союз женщин (9,34 %) Белорусское общественное объединение ветеранов (8,51 %) Белорусский фонд мира (5,95 %) Другие (3,59 %) Трудовые коллективы (8,42 %) КПБ (2,7 %) Иные политические партии (2,1 %)
| Цвет                                             | Категория                              | Подразделения                                  | Число членов |
| ------------------------------------------------ | -------------------------------------- | ---------------------------------------------- | ------------ |
|                                                  | Собственное желание (подача заявления) | Собственное желание (подача заявления)         | 7 135        |
|                                                  | Общественные объединения               | Федерация профсоюзов Беларуси                  | 9 759        |
|                                                  | Общественные объединения               | БРСМ                                           | 5 217        |
|                                                  | Общественные объединения               | Белая Русь                                     | 5 029        |
|                                                  | Общественные объединения               | Белорусский союз женщин                        | 4 269        |
|                                                  | Общественные объединения               | Белорусское общественное объединение ветеранов | 3 888        |
|                                                  | Общественные объединения               | Белорусский фонд мира                          | 2 720        |
|                                                  | Общественные объединения               | Другие                                         | 1 642        |
|                                                  | Трудовые коллективы                    | Трудовые коллективы                            | 3 850        |
|                                                  | Политические партии                    | Коммунистическая партия Беларуси               | 1 234        |
|                                                  | Политические партии                    | Либерально-демократическая партия Беларуси     | 267          |
| Республиканская партия труда и справедливости    | Политические партии                    | 59                                             |              |
| Белорусская аграрная партия                      | Политические партии                    | 233                                            |              |
| Белорусская партия левых «Справедливый мир»      | Политические партии                    | 37                                             |              |
| Белорусская патриотическая партия                | Политические партии                    | 12                                             |              |
| Белорусская социально-спортивная партия          | Политические партии                    | 230                                            |              |
| Объединённая гражданская партия                  | Политические партии                    | 5                                              |              |
| Социал-демократическая партия Народного Согласия | Политические партии                    | 115                                            |              |
| Всего                                            | Всего                                  | Всего                                          | 45 701 чел.  |

#### Международное наблюдение
На данный референдум Центризбирком пригласил наблюдателей от стран СНГ и ШОС. Координировать работу наблюдателей будет Штаб миссии, разместившийся в здании Исполнительного комитета СНГ. Члены штаба проведут анализ избирательного законодательства, распределят наблюдателей по регионам страны и определят порядок их работы, подготовят необходимые информационно-методические, нормативно-правовые материалы. В целях всестороннего изучения кампании по проведению референдума Штаб миссии направит письма в государственные органы, в компетенцию которых входит рассмотрение жалоб, связанных с нарушениями кампании по проведению референдума, с просьбой предоставлять информацию о поступивших обращениях и результатах их рассмотрения. Миссию от СНГ возглавил Ильхом Неъматов.
В свою очередь Европейский союз не планирует направлять своих наблюдателей на референдум. Однако ранее заявлялось, что из стран Евросоюза должны приехать около 30 краткосрочных наблюдателей. Также власти республики отказались направлять приглашения наблюдать за референдумом БДИПЧ ОБСЕ. Своё решение министр иностранных дел Владимир Макей объяснил тем, что у института ОБСЕ «нет отличий в электоральных кампаниях в западных странах и государствах, находящихся восточнее от Вены». По его мнению, итоговые доклады этих организаций по выборам и референдумам пишутся заранее и максимально политизированы.
Уже во время референдума Центризбирком аккредитовал 22 независимых наблюдателя из европейский стран. Ими стали политики, депутаты, общественные деятели из Австрии, Германии, Испании, Италии, Литвы, Сербии, Украины, Швеции, Эстонии.

## Ход голосования

### Сведения о количестве участников референдума
Всего, по данным Центизбиркома, в стране 6 815 826 человек, которые обладают избирательным правом.
| Цвет  | Регион              | Количество участников |
| ----- | ------------------- | --------------------- |
|       | Брестская область   | 975 642               |
|       | Витебская область   | 833 981               |
|       | Гомельская область  | 1 066 611             |
|       | Гродненская область | 736 326               |
|       | Могилёвская область | 793 444               |
|       | Минская область     | 1 137 143             |
|       | Минск               | 1 272 679             |
| Всего | Всего               | 6 815 826 участников  |

Источник: ЦИК

### Досрочное голосование
Досрочное голосование началось 22 февраля и закончилось через 4 дня. В период досрочного голосования участки были открыты с 10:00 до 14:00 и с 16:00 до 19:00. На время референдума милицию республики перевели на «усиленный режим». Под охрану сотрудников правопорядка были взять все избирательные участки. Для этого на них ежедневно дежурили по два милиционера с видеорегистраторами. Для быстрого анализа обстановки на избирательных участках в Минске создали специальный мониторинговый центр.
Во время досрочного голосования Россия начала вторжение на территорию Украины. Из-за этого референдум отошел на второй план: всех интересовал военный конфликт между двумя соседними странами. Эксперты считают, что именно начавшиеся боевые действия помогли Лукашенко сменить информационную повестку дня. Российский политолог Андрей Суздальцев считает, что внешняя ситуация оказала сильное влияние на голосование, и дальнейшая реализация принятых на референдуме положений пока находится под вопросом. По мнению политолога Дмитрия Болкунца, во время войны референдум для Беларуси перестал иметь какую-то значимость.
| Цвет  | Регион              | Вт (22.02)* | %    | Ср (23.02)* | %     | Чт (24.02)* | %     | Пт (25.02)* | %     | Сб (26.02)* | %     |
| ----- | ------------------- | ----------- | ---- | ----------- | ----- | ----------- | ----- | ----------- | ----- | ----------- | ----- |
|       | Брестская область   | 61 019      | 6,26 | 146 016     | 14,98 | 244 368     | 25,07 | 357 438     | 36,67 | 438 439     | 44,98 |
|       | Витебская область   | 53 170      | 6,37 | 121 449     | 14,55 | 189 909     | 23,83 | 282 296     | 33,82 | 363 930     | 43,60 |
|       | Гомельская область  | 93 357      | 8,75 | 190 555     | 17,86 | 294 581     | 27,61 | 414 077     | 38,81 | 523 012     | 49,02 |
|       | Гродненская область | 30 346      | 4,14 | 79 824      | 10,89 | 152 831     | 20,85 | 229 503     | 31,31 | 312 185     | 42,59 |
|       | Могилёвская область | 40 263      | 5,08 | 119 679     | 15,10 | 208 765     | 26,34 | 302 526     | 38,17 | 351 904     | 44,40 |
|       | Минская область     | 72 533      | 6,38 | 169 170     | 14,88 | 275 469     | 24,23 | 384 838     | 33,85 | 492 388     | 43,31 |
|       | Минск               | 70 940      | 5,58 | 162 729     | 12,80 | 264 307     | 20,79 | 363 724     | 28,61 | 441 783     | 34,75 |
| Всего | Всего               | 421 549     | 6,19 | 989 517     | 14,53 | 1 639 207   | 24,07 | 2 334 525   | 34,28 | 2 923 604   | 42,93 |

* приблизительные данные, указаны методом математического перевода относительного показателя в абсолютный (с учётом округления).
Источник: ЦИК

### Основной день голосования
Участки для голосования в основной день референдума открылись в 8:00. Услышав призывы белорусской оппозиции, люди начали приходить на избирательные участки в 14:00 во многих крупных городах республики. Прямо перед избирательными участками они скандировали «Нет войне!», «Слава Украине!», «Украина, мы с вами», а также белорусский лозунг протеста «Жыве Беларусь!». У некоторых из них были в руках плакаты на антивоенную тематику, а также бело-красно-белые и украинские флаги. Позже часть недовольных людей организовали небольшие шествия по городу. Увидев положительный фидбэк, Светлана Тихановская предложила продолжить протест против участия Беларуси в войне, собравшись в 17:00 возле здания Генерального штаба ВСРБ. Некоторые люди откликнулись на призыв лидера демократических сил и собрались около здания Генштаба республики. В пик можно было увидеть несколько тысяч (по другим данным несколько сотен) человек. На одной из центральных улиц в центре столицы до самого вечера стояли люди, которых, сигналя, поддерживали проезжавшие мимо машины. После референдума в социальных сетях стали появляться фотографии испорченных бюллетеней, на которых белорусы выражали свой протест против войны. 28 февраля МВД республики заявило, что в основной день референдума было задержано 800 человек. В основном людей задерживали рядом с избирательными участками и на них, особенно тех, у кого с собой были флаги и плакаты.
| Цвет  | Регион              | Электорат | Вс (27.02) | Вс (27.02) | Вс (27.02) | Вс (27.02) | Вс (27.02) | Вс (27.02) | Вс (27.02) | Вс (27.02) | Вс (27.02) | Вс (27.02) | Вс (27.02) | Вс (27.02) |
| Цвет  | Регион              | Электорат | 10:00*     | %          | 12:00*     | %          | 14:00*     | %          | 16:00*     | %          | 18:00*     | %          | 20:00*     | %          |
| ----- | ------------------- | --------- | ---------- | ---------- | ---------- | ---------- | ---------- | ---------- | ---------- | ---------- | ---------- | ---------- | ---------- | ---------- |
|       | Брестская область   | 975 642   | 455 722    | 46,71      | 508 310    | 52,10      | 615 240    | 63,06      | 694 755    | 71,21      | 740 805    | 75,93      | 769 684    | 78,89      |
|       | Витебская область   | 833 981   | 397 392    | 47,65      | 468 280    | 56,15      | 555 515    | 66,61      | 624 235    | 74,85      | 650 255    | 77,97      | 676 525    | 81,12      |
|       | Гомельская область  | 1 066 611 | 563 917    | 52,87      | 621 514    | 58,27      | 682 311    | 63,97      | 752 174    | 70,52      | 826 197    | 77,46      | 871 848    | 81,74      |
|       | Гродненская область | 736 326   | 332 304    | 45,13      | 383 037    | 52,02      | 462 634    | 62,83      | 515 649    | 70,03      | 549 520    | 74,63      | 570 137    | 77,43      |
|       | Могилёвская область | 793 444   | 397 039    | 50,04      | 446 233    | 56,24      | 513 438    | 64,71      | 587 625    | 74,06      | 611 031    | 77,01      | 658 083    | 82,94      |
|       | Минская область     | 1 137 143 | 524 792    | 46,15      | 601 776    | 52,92      | 702 982    | 61,82      | 788 950    | 69,38      | 863 319    | 75,92      | 903 574    | 79,46      |
|       | Минск               | 1 272 679 | 482 982    | 37,95      | 568 888    | 44,70      | 682 792    | 53,65      | 791 734    | 62,21      | 858 804    | 67,48      | 908 311    | 71,37      |
| Всего | Всего               | 6 815 826 | 3 154 148  | 46,28      | 3 598 038  | 52,79      | 4 214 912  | 61,84      | 4 755 122  | 69,77      | 5 099 931  | 74,82      | 5 358 162  | 78,61      |

* приблизительные данные, указаны методом математического перевода относительного показателя в абсолютный (с учётом округления).

## Результаты

### Общереспубликанские
| Вариант ответа           | Республика Беларусь |
| ------------------------ | ------------------- |
| «За»                     | 4 440 830 (82,86 %) |
| «Против»                 | 684 946 (12,78 %)   |
| Действительных голосов   | 5 125 776 (95,64 %) |
| Недействительных голосов | 233 627 (4,36 %)    |
| Всего голосов            | 5 359 403 (78,63 %) |
| Не голосовали            | 1 456 232 (21,37 %) |
| Электорат                | 6 815 635           |

### По областям и городу Минску
| Вариант ответа           | Наименование административно-территориальной единицы | Наименование административно-территориальной единицы | Наименование административно-территориальной единицы | Наименование административно-территориальной единицы | Наименование административно-территориальной единицы | Наименование административно-территориальной единицы | Наименование административно-территориальной единицы |
| Вариант ответа           | Брестская область                                    | Витебская область                                    | Гомельская область                                   | Гродненская область                                  | Минская область                                      | Могилёвская область                                  | город Минск                                          |
| ------------------------ | ---------------------------------------------------- | ---------------------------------------------------- | ---------------------------------------------------- | ---------------------------------------------------- | ---------------------------------------------------- | ---------------------------------------------------- | ---------------------------------------------------- |
| «За»                     | 626 462 (81,39 %)                                    | 584 768 (86,45 %)                                    | 758 096 (87,01 %)                                    | 466 845 (81,87 %)                                    | 734 265 (81,26 %)                                    | 568 831 (86,43 %)                                    | 701 563 (77,09 %)                                    |
| «Против»                 | 75 461 (9,80 %)                                      | 70 325 (10,41 %)                                     | 98 081 (11,26 %)                                     | 80 662 (14,15 %)                                     | 109 519 (12,12 %)                                    | 82 505 (12,54 %)                                     | 168 393 (18,44 %)                                    |
| Действительных голосов   | 701 923 (91,19 %)                                    | 655 093 (96,84 %)                                    | 856 177 (98,27 %)                                    | 547 507 (96,02 %)                                    | 843 784 (93,38 %)                                    | 651 336 (98,97 %)                                    | 869 393 (95,53 %)                                    |
| Недействительных голосов | 67 808 (8,81 %)                                      | 21 360 (3,16 %)                                      | 15 092 (1,73 %)                                      | 22 704 (3,98 %)                                      | 59 778 (6,62 %)                                      | 6 771 (1,03 %)                                       | 40 677 (4,47 %)                                      |
| Всего голосов            | 769 731 (78,90 %)                                    | 676 453 (81,11 %)                                    | 871 269 (81,69 %)                                    | 570 211 (77,44 %)                                    | 903 562 (79,47 %)                                    | 658 107 (82,94 %)                                    | 910 070 (71,51 %)                                    |
| Не голосовали            | 205 879 (21,1 %)                                     | 157 528 (18,89 %)                                    | 195 342 (18,31 %)                                    | 166 115 (22,56 %)                                    | 232 630 (20,53 %)                                    | 135 339 (17,06 %)                                    | 362 599 (28,49 %)                                    |
| Электорат                | 975 610                                              | 833 981                                              | 1 066 611                                            | 736 326                                              | 1 136 192                                            | 793 446                                              | 1 272 669                                            |

По итогу, согласно данным Центральной избирательной комиссии, «в голосовании на референдуме приняло участие 5 359 403 гражданина, или 78,63 процента от числа граждан, внесенных в списки для голосования. За принятие решения по вынесенному на референдум вопросу проголосовало 4 440 830 граждан или 82,86 процента от принявших участие в голосовании граждан. Против принятия изменений и дополнений Конституции проголосовало 684 946 участников референдума или 12,78 процента от принявших участие в голосовании граждан. Число бюллетеней, признанных недействительными, составило 233 627 или 4,36 процента. От общего числа граждан, внесенных в списки для голосования, за принятие решения по вынесенному на референдум вопросу проголосовало 65,16 процента граждан, то есть большинство граждан, внесенных в списки для голосования». На заседании комиссии, которое прошло 3 марта, все 12 членов ЦИК единогласно приняли соответствующее постановление, в котором предлагается референдум признать состоявшимся, а решение республиканского референдума — принятым.
4 марта во дворце Независимости президент Республики Беларусь Александр Лукашенко на торжественной церемонии подписал решение республиканского референдума по изменениям и дополнениям в Конституцию республики. На данное мероприятие было приглашено более тысячи человек. Обновленный Основной закон страны вступил в силу 15 марта — в День Конституции Республики Беларусь.
В целом, если обобщить мнения независимых наблюдателей из европейский стран, которых аккредитовал ЦИК, можно сказать, что они довольны ходом голосования и высоко оценивают организацию референдума. Например, член Сената Италии Эмануэле Десси заявил, что он увидел «высокий уровень демократии». Независимый наблюдатель из Литвы Казимерас Юрайтис сказал, что «ход референдума нам запомнился твёрдостью, уверенностью и, можно сказать, радостью избирателей». Сербский наблюдатель Горан Шимпрага заявил, что на своём избирательном участке он нарушений не выявил. Наблюдатель из Литвы Эрика Швянченене заявила, что «серьёзных нарушений в ходе голосования отмечено не было».
После референдума независимая кампания «Правозащитники за свободные выборы» (в неё входят правозащитный центр «Весна» и Белорусский Хельсинкский комитет) опубликовала отчет о нарушениях на референдуме. Целью данной кампании является «оценка избирательного процесса с точки зрения белорусского законодательства и международных стандартов свободных и демократических выборов, информирование белорусской общественности и международного сообщества о ходе подготовки и проведения референдума, а также об итогах наблюдения». Согласно заключению независимых правозащитников, в избирательных списках были замечены умершие матери и отцы избирателей. Они заявили, что им известно о многочисленных фактах использования административного ресурса при агитации. В итоговом отчете правозащитники сообщили о том, что на многих участках не была вывешена копия протокола участковой комиссии. В ходе досрочного голосования кампании стали известны многочисленные факты организованного, принудительного голосования некоторых категорий избирателей (учащихся, студентов, работников предприятий).

## Политическая ситуация в стране на момент проведения референдума
На момент проведения референдума политическая ситуация в стране остаётся нестабильной: правозащитники признали политзаключёнными более тысячи человек, было заведено около 5 тысяч «протестных» уголовных дел. После прошедших в 2020 году выборов гражданское общество ещё больше потеряло доверие к белорусским властям. Люди, вышедшие тогда на акции протеста, призывали провести новые выборы и требовали отставки президента. Согласно выводу докладчика ОБСЕ в рамках Московского механизма, имеются неоспоримые доказательства фальсификации выборов.
Наиболее массовыми акциями протеста стали воскресные марши оппозиции в Минске. Каждую неделю в столице проходили женские шествия, шествия пенсионеров и инвалидов. Ежедневно в Минске и других городах проводились многочисленные акции солидарности студентов и профессорско-преподавательского состава вузов, научных работников, юристов, медиков, спортсменов, представителей бизнес-сообщества, журналистов, обычных горожан (пикеты, митинги, «цепочки солидарности», перформансы, демонстрация оппозиционной символики, граффити и надписи политического содержания). Каждый вечер в спальных районах Минска проходили дворовые протестные акции, на которых перед собравшимися выступали местные музыканты и артисты. Большие масштабы приняло размещение в интернете коллективных и индивидуальных видеообращений, открытых писем.
В ходе столкновений части протестующих с сотрудниками правоохранительных органов милиция применила слезоточивый газ, светошумовые гранаты, водомёты и резиновые пули, что, по мнению руководства силовых органов, было оправдано провокациями и нарушениями общественного порядка со стороны демонстрантов. Оппозиция обвинила правоохранительные органы в чрезмерной жестокости и насилии в отношении мирных протестующих. Выпущенные на свободу задержанные свидетельствовали об издевательствах и пытках, которым они подверглись. По данным Организации Объединённых Наций, пыткам подверглись как минимум 450 человек. По итогу властям удалось подавить протесты. Из-за акций протеста пострадала экономика страны: поднялись цены на иностранные валюты, люди начали забирать свои вклады из банков, возник риск дефолта.
Сам Лукашенко называл протесты организованными из-за рубежа. США и большинство стран Европейского союза, в отличие от России, не признали итоги выборов. За это время запад принял пять пакетов санкций в отношении белорусских предприятий, представителей руководства Беларуси, включая президента Лукашенко, членов избирательных комиссий, руководителей и сотрудников силовых органов, руководителей крупных государственных предприятий. Публично заявленная в этот период поддержка со стороны российского президента Владимира Путина помогла Александру Лукашенко удержать власть.
24 февраля, во время проведения досрочного голосования, Россия вторглась на территорию Украины. Почти сразу же появилась информация, что с территории Беларуси также идёт наступление на земли Украины. Об этом заявила как Государственная пограничная служба Украины, так и авторитетный американский телеканал CNN. Однако официальные власти отрицают данный факт. Эксперты сходятся во мнении, что Белоруссия стала частью российской военной операции несмотря на то, что власти пока это отрицают. Сразу же после этого Запад начал вводить санкции против России, которые также коснулись и Беларуси. Например, санкции США коснутся 24 физических и юридических лиц, предприятий оборонного и финансового сектора, тесно сотрудничающих с Россией. В свою очередь Великобритания также ввели санкции против России, которые будут распространяться и на Белоруссию. После начавшегося вооружённого конфликта белорусский рубль начал падать по отношению к американскому доллару и евро. В некоторых банках страны иностранная валюта и вовсе отсутствует. 26 февраля лидер демократических сил Светлана Тихановская призвала белорусов выйти на акции протеста против войны. Она призвала сторонников мира прийти на избирательные участки и активно выражать протест против войны.

## Тактика оппозиции
В свою очередь белорусская оппозиция, в лице офиса Светланы Тихановской, Народного антикризисного управления, Координационного совета, а также платформы «Голос», «Зубр» и «Честные люди» хотели сорвать референдум. Она призывала своих сторонников прийти на участок и поставить крестики напротив всех предложенных вариантов в бюллетени. Таким образом документ считается недействительным. Также противники действующей власти говорят, что Лукашенко боится новых протестов, которые могут вспыхнуть после референдума. Таким образом, считает оппозиция, белорусы смогут продемонстрировать несогласие с властями страны, превратив референдум в «вотум недоверия режиму». Независимые эксперты сходятся во мнении, что другого выхода у белорусской оппозиции не было и что испортить бюллетень — лучший вариант. Однако таким способом сорвать референдум не получится. Глава ЦИК Игорь Карпенко заявил, что призывы оппозиции к бойкотированию конституционного референдума и к порче бюллетеней являются деструктивными.
Таким образом, по задумке оппозиции, бюллетени, которые граждане сделают недействительными, они будут присылать в «Голос», который — как и во время президентских выборов в 2020 году — будет считать голоса. А «Зубр» и «Честные люди» призывают всех граждан становиться гражданскими «контролёрами» и следить за нарушениями на участках.
В данной ситуации, когда в стране отсутствуют независимые исследовательские организации, сложно сказать, что белорусы думают о плане оппозиции. Единственные доступные данные — это цифры «Народного опроса», инициативы, которая проводит социологические исследования в первую очередь среди протестной части общества. Согласно их опросу, о стратегии оппозиции на референдуме слышали 93 % опрошенных, из них поддерживает план — более 70 %. По мнению политолога Артём Шрайбмана, эти данные означают то, что своя, протестная аудитория призыв оппозиции восприняла. Однако эксперт не уверен, что стратегию заметили или заметят подавляющее большинство белорусов. В стране полным ходом идёт деполитизация, и кампания в целом не вызывает живого интереса у общества.
Также Шрайбман высказал мнение, что тактика оппозиции даёт противникам действующей власти проголосовать против самого факта проведения референдума, высказать свой протест легальным способом. Главной проблемой является то, что избирательные комиссии будут умалчивать реальную статистику об испорченных бюллетенях. Так что данная кампания направлена прежде всего на психологическое воздействие на сторонников оппозиции. Они предлагают вместо того, чтобы сидеть дома, прийти на избирательный участок и сделать какое-то коллективное действие. Противники действующей власти также хотят создать некий стресс для системы. Если кампания по порче бюллетеней окажется успешно, то члены избирательных комиссий будут игнорировать огромные стопки испорченных бюллетеней. Это может создать хоть какое-то напряжение, из-за которого начнут происходить сбои «на местах». Политолог также добивал, что от данного референдума не стоит ждать чего-то революционного. В любом случае, будь то при поражении действующей власти или её победе, в стране останется «Конституция Лукашенко». Поэтому в любом исходе оппозиция не сможет заявить об украденной победе.
Однако не все солидарны с тактикой оппозиции. Например, председатель Консервативно-Христианской Партии—БНФ, один из самых заметных критиков Лукашенко Зенон Позняк высказал мнение, что в референдуме нельзя принимать участие. Он считает, что «для фальсификационной машины голосования нужно только одно — чтобы люди пришли на участки. Не имеет значения, как они будут голосовать. Поэтому те, кто делает вид, что не понимают этого, и начинают призывать, они работают не на белорусский народ».
18 декабря лидер демократических сил Светлана Тихановская призвала своих сторонников прийти на участки для голосования в 14:00 и поздороваться друг с другом по-белорусски. Она все также призвала вычеркнуть оба предложенных варианта в бюллетене и по возможности сфотографировать документ, чтобы отправить фото в чат-бот платформы по проверке честности выборов «Голос».
В январе 2024 года, спустя два года после референдума, Следственный комитет Республики Беларусь заявил, что семь человек были осуждены якобы за попытки сорвать референдум, а против четверых деятелей оппозиции начали специальное (заочное) судопроизводство по статье о воспрепятствовании работе Центральной избирательной комиссии. В марте того же года стало известно, что каждого из этих четверых человек заочно приговорили к четырём годам тюрьмы.

## Мнения экспертов
Депутат Палаты представителей Галина Гагунова считает, что поправки, предлагаемые белорусскими властями, — это «высший пилотаж демократии и народовластия». По мнению провластного политолога Вадима Гигина новая Конституция «обезоружит Запад». Депутат Палаты представителей Марина Ленчевская считает, что данная редакция Конституции «написана для белорусского народа». 21 января председатель Либерально-демократической партии Беларуси Олег Гайдукевич заявил, что за первый год надо будет принять не менее 50 законов в развитие обновлённой Конституции. По словам лидера провластной партии, изменения Конституции разработаны для тех, кто мечтал, чтобы в Беларуси «развивались демократические процедуры, чтобы люди могли решать больше».
Независимые эксперты полагают, что обновлённая Конституция не изменит ситуацию в стране. Они предполагают, что готовится транзит власти на самом высоком уровне. Сам же Лукашенко 18 января заявил, что в республике скоро к власти «придут новые люди». Однако, как отмечают политологи, тот никуда не собирается уходить. Он не раз говорил о том, что «устал, что наелся власти, наелся президентства». Они считают, что Лукашенко хочет уйти во Всебелорусское народное собрание и, благодаря широким полномочия Всебелорусского народного собрания, контролировать своего преемника.
Политолог Артём Шрайбман заявил, что предлагаемый проект Конституции создаёт предпосылки для двоевластия. В пример он привёл Казахстан, где после повышения цен на газ начались массовые акции протеста. По мнению Шрайбмана казахстанский опыт показал, к чему может привести двоевластие. Эксперт сходится во мнении, что такая форма правления до добра не доводит. При такой форме правления есть большой шанс, что при возобновлении протестов власть потеряет контроль над силовым аппаратом. Политолог Валерий Карбалевич считает, что после событий в Казахстане Александр Лукашенко «сильно пожалеет, что начал эту рискованную игру с созданием второго центра власти в виде Всебелорусского народного собрания». В свою очередь Шрайбман отмечает, что пример Казахстана показал Александру Лукашенко, насколько нерадужной может оказаться передача власти.
Бывший белорусский дипломат Павел Мацукевич считает, что новая редакция Основного закона страны направлена «не на эволюцию конституционного строя, а на защиту Александра Лукашенко». Для этого в новой Конституции существует несколько механизмов. Первый — бывший президент может стать пожизненным членом Совета Республики, тем самым обеспечить себе неприкосновенность до самой смерти. Также в новом варианте Основного закона страны прописали, что президента, прекратившего исполнение полномочий, не смогут привлечь к ответственности за те действия, которые он совершал на своём посту.
Политик Анатолий Лебедько высказал мнение, что вычёркивание пункта о стремлении Беларуси к нейтралитету — это «жест в сторону Кремля». Политолог Павел Усов отметил, что «данная норма [стремление Беларуси к нейтралитету] никогда, по сути, не соблюдалась. Её внесли в Конституцию, чтобы подчеркнуть желание Беларуси иметь внеблоковый статус, играть роль своего рода геополитического моста между Западом и Востоком». Усов также считает, что убрав пункт о нейтралитете Беларуси Лукашенко хочет подчеркнуть — в рамках политического торга с Россией — то, что Белоруссия снимает с себя какие-либо обязательства перед Западом и демонстрирует полную включённость в стратегические приоритеты Москвы.
Политолог Валерий Карбалевич заявил, что данная конституционная реформа «не нужна никому: ни номенклатуре, ни обществу, ни оппозиции». Сам Лукашенко заявлял, что ему данная Конституция не нужна. Что после её принятия, что после её отклонения, у президента остаётся достаточно много полномочий. Чиновники, которые приходили на собрания в рабочие коллективы, не могли внятно объяснить, зачем принимается новый Основной закон. По мнению Карбалевича, у общества сейчас абсолютно другие запросы. Оно хочет демократических перемен, ухода Лукашенко из власти. Такую ситуацию, когда новый проект Конституции никому не нужен, Карбалевич охарактеризовал следующий образом: «запускают на орбиту искусственный спутник Земли, и он начинает жить своей собственной жизнью».
Карбалевич так же высказался о всенародном обсуждении варианта Конституции. Период, когда народ должен был обсуждать новую редакцию Основного закона страны, совпал с новогодними праздниками. В это время изучать проект Конституции вместо сидения за праздничным столом могли только чудаки. По мнению политолога это означает, что «власти не удосужились даже имитировать всенародное обсуждение. Все вылилось в банальную профанацию. Это означает, что они мало заинтересованы в легитимности процесса конституционной реформы».
Во время встречи депутатов Бундестага со Светланой Тихановской социал-демократ Нильс Шмид выразил озабоченность теми изменениями в Конституцию, которые касаются безъядерного статуса страны. Он заявил, что, убрав данный пункт из Основного закона страны, Беларусь серьёзно изменит ситуацию в сфере безопасности в Европе.